# Етельред Безрадний
Етельред II Безрадний, або Етельред Нерозумний (англ. Ethelred II, Ethelred the Unready Æþelræd Unræd, 968(?) — 23 квітня 1016) — король Англії (978—1013 і 1014—1016), представник Вессекської династії, син короля Едґара і королеви Ельфтрити.

## Правління
Етельред посів трон у віці 12 років, по вбивстві свого зведеного брата Едварда Мученика. Вбивство брата зорганізували прибічники Етельреда, участь же його самого малоймовірна, зважаючи на його малий вік.
Головною проблемою панування Етельреда були сутички з данами. Кілька десятиліть відносного спокою скінчились у 980-х рр. Внаслідок битви при Молдені 991 року Етельред мав сплачувати данському королеві данину, т. зв. данські гроші.
У день св. Брайса, 13 листопада 1002 року, Етельред влаштував різанину данців, що жили в Англії. Це спровокувало напад Свена I Вилобородого, що з 1003 до 1007 учинив кілька наскоків. 1007 року Свен отримав відступні, і напади припинилися до 1013 року, коли данський король завоював англійський трон. Етельред втік до Нормандії, проте 1014 року Свен раптово помер, і вітенагемот знов обрав Етельреда на трон. Його обрали всупереч тому, що данський флот проголосив королем Канута, сина Свена. Під час війни, що відбулася за цим, Етельред помер.

## Прізвисько
У сучасній англійській мові слово unready означає «неготовий». Однак, вперше прізвисько короля було зафіксовано ще в 1180-х у формі Unræd, що на давньоанглійській (англо-саксонській) мові означає «той, хто не отримав поради» (той, кому погано радять; безрадний). Враховуючи, що ім'я Æþelræd (Етельред) означає «добра порада», «шляхетна рада», «добра порада» (давн-англ. æðel, порівн. нім. Adel — благородний, давн-англ. ræda, пор. нім. Rat — порада), прізвисько у поєднанні з іменем стало грою слів, що натякає на необачні рішення короля з плачевними наслідками для держави, які правитель прийняв, не отримавши допомоги від своїх радників, або проігнорувавши їх.

## Нащадки
У Етельреда було як мінімум шістнадцять дітей від двох шлюбів. Перша дружина, Ельфгіфу Йоркська, померла в 1002 році. Діти від цього шлюбу:
Сини:
- Етельстан (до 993—1014)
- Егберт (до 993—1005)
- Едмунд ІІ Залізнобокий (до 993—1016) — король Англії у 1016 р.
- Едред (?—1012/1015)
- Едвиг (до 997—1017)
- Едгар (до 1001—1012/1015)

Дочки:
- Едіта (до 993—?), дружина Едріка Стреона, елдормена Мерсії
- Ельфгіфу, дружина Ухтреда, елдормена Нортумбрії
- (можливо) Вульфхільда, дружина Ульветіля Сніллінгра (помер в 1016), ймовірно елдормена Східної Англії.
- (можливо) невідома з імені дочка, дружина Етельстана, що був убитий у битві з данцями при Рінгмері в 1010 р.
- (можливо) невідома по імені донька, абатиса Уервелла.

Другий шлюб відбувся в 1002 з Еммою Норманською. Діти:
- Едуард Сповідник (?—1066) — англійський король з 1042 р. Вільгельм Завойовник, внучатий племінник Емми і кузен Едуарда, використовував цю спорідненість як підставу для захоплення англійського трону.
- Альфред Етелінг (?—1036)
- Годгіфу — дружина Дрого Мантського та Євстахія ІІ Булонського